# Renée Zellweger
Renée Zellweger   (Katy, 25 d'abril de 1969) és una actriu i productora estatunidenca de cinema.

## Biografia
Filla de pares immigrats europeus que van arribar als Estats Units als anys 1960. El seu pare, Emil Zellweger (Suïssa), és enginyer i la seva mare, Renée Kjellfrid (Noruega), és infermera. Renée té un germà dos anys més gran, Drew Zellweger.
Des de l'institut, descobreix la passió per la comèdia al teatre de l'escola, on interpreta amb una colla d'amics. Continua els estudis universitaris i es diploma en Ràdio, televisió i cinema el 1991 a la universitat d'Austin, la capital de Texas, on segueix paral·lelament cursos d'art dramàtic i de comèdia.
El 1993, a l'edat de vint-i-quatre anys, després d'haver obtingut alguns petits papers per a sèries de la televisió texana, té un primer petit paper en el cinema a la pel·lícula My Boyfriend's Back de Bob Balaban i actua el 1994 a La matança de Texas de Kim Henkel amb el seu amic d'escola Matthew McConaughey amb ell com assassí en sèrie i ella en el paper de víctima.
El 1994, fa Reality Bites, al costat de Winona Ryder i de Ethan Hawke, i a Love and a 45. L'èxit de la seva interpretació en aquesta última pel·lícula i un nomenament als Premis Independent Spirit a la categoria «millor promesa femenina 1994», l'inciten a temptar la seva sort a Hollywood, on s'instal·la.
El 1996, obté el seu primer gran paper a Hollywood amb el segon paper femení de Jerry Maguire de Cameron Crowe que la prefereix a Winona Ryder, al costat de Tom Cruise.
El 2000, interpreta Me, Myself & Irene amb Jim Carrey, amb qui surt un temps.
El 2001, triomfa i es converteix en una estrella mundial amb Bridget Jones's Diary, amb Hugh Grant, on encarna a la perfecció una jove Londinenca, soltera, fràgil i romàntica, molt angoixada per acabar vella i soltera i que intenta trobar l'home ideal dels seus somnis...
El 2003, realitza una verdadera interpretació atlètica i artística d'actriu de music-hall amb la pel·lícula-comèdia musical Chicago al costat de Richard Gere i de Catherine Zeta-Jones. El mateix any, comparteix un primer paper amb Nicole Kidman a Cold Mountain d'Anthony Minghella, pel·lícula que li fa embutxacar-se l'Oscar i el Globus d'Or a la millor actriu en un segon paper el 2004.
Ha viscut amb George Clooney durant un temps, després amb Jack White, Damien Rice i amb el cantant de country Kenny Chesney, amb qui ha estat casada durant quatre mesos el 2005.

## Filmografia
Renée Zellweger ha aparegut a les següents pel·lícules:

| Any  | Pel·lícula                                                        | Paper                 | Notes |
| ---- | ----------------------------------------------------------------- | --------------------- | --- |
| 1992 | A Taste for Killing                                               | Mary Lou              | TV |
| 1993 | Murder in the Heartland                                           | Barbara Von Busch     | TV |
| 1993 | My Boyfriend's Back                                               | (no surt als crèdits) | [ 3 ] |
| 1993 | Dazed and Confused                                                | no surt als crèdits   | [ 4 ] |
| 1994 | Reality Bites                                                     | Tami                  | |
| 1994 | 8 Seconds                                                         | Buckle Bunny          | |
| 1994 | Shake, Rattle and Rock!                                           | Susan Doyle           | |
| 1994 | Love and a .45                                                    | Starlene Cheatham     | |
| 1994 | Rebel Highway                                                     | Susan                 | |
| 1994 | La matança de Texas 4 (The Return of the Texas Chainsaw Massacre) | Jenny                 | |
| 1995 | Empire Records                                                    | Gina                  | |
| 1995 | The Low Life                                                      | Poet                  | |
| 1996 | The Whole Wide World                                              | Novalyne Price        | |
| 1996 | Jerry Maguire                                                     | Dorothy Boyd          | Nominada − Screen Actors Guild pel paper femení secundari |
| 1997 | Fals testimoni (Deceiver)                                         | Elizabeth             | |
| 1998 | A Price Above Rubies                                              | Sonia Horowitz        | |
| 1998 | One True Thing                                                    | Ellen Gulden          | |
| 1999 | El solter (The Bachelor)                                          | Anne Arden            | |
| 2000 | Perseguint la Betty (Nurse Betty)                                 | Betty Sizemore        | Globus d'Or a la millor actriu musical o còmica |
| 2000 | Me, Myself & Irene                                                | Irene P. Waters       | |
| 2001 | Bridget Jones's Diary                                             | Bridget Jones         | Nominada − Oscar a la millor actriu Nominada – BAFTA a la millor actriu Nominada − Globus d'Or a la millor actriu musical o còmica Nominada − Screen Actors Guild a la millor actriu femenina                     |
| 2002 | La flor del mal (White Oleander)                                  | Claire Richards       | |
| 2002 | Chicago                                                           | Roxie Hart            | Globus d'Or a la millor actriu musical o còmica Screen Actors Guild a la millor actriu femenina Screen Actors Guild al millor repartiment Nominada − Oscar a la millor actriu Nominada – BAFTA a la millor actriu |
| 2003 | Fora l'amor                                                       | Barbara Novak         | |
| 2003 | Cold Mountain                                                     | Ruby Thewes           | Oscar a la millor actriu secundària BAFTA a la millor actriu secundària Globus d'Or a la millor actriu secundària Screen Actors Guild a la millor actriu femenina secundària                                      |
| 2004 | L'Espantataurons (Shark Tale)                                     | Angie                 | veu |
| 2004 | Bridget Jones: The Edge of Reason                                 | Bridget Jones         | Nominada − Globus d'Or a la millor actriu musical o còmica |
| 2005 | Cinderella Man                                                    | Mae Braddock          | |
| 2006 | Miss Potter                                                       | Beatrix Potter        | Nominada − Globus d'Or a la millor actriu musical o còmica |
| 2007 | Bee Movie                                                         | Vanessa Bloom         | veu |
| 2008 | Leatherheads                                                      | Lexi Littleton        | |
| 2008 | Appaloosa                                                         | Allie French          | |
| 2009 | Executiva amb problemes                                           | Lucy Hill             | |
| 2009 | Case 39                                                           | Emily Jenkins         | |
| 2009 | My One and Only                                                   | Anne Deveraux         | |
| 2010 | My Own Love Song                                                  | Jane Wyatt            | |
| 2016 | The Whole Truth                                                   | Loretta               | |
| 2016 | Bridget Jones' Baby                                               | Bridget Jones         | |

### Com a productora
- 2006: Miss Potter de Chris Noonan
- 2009: Time in a Bottle